# Nick Simper
Nick Simper, né le 3 novembre 1945 à Norwood Green, est un bassiste britannique, membre cofondateur de Deep Purple et Warhorse.
Dans les années 1960, il a commencé sa carrière professionnelle dans des groupes tels que The Renegades, The Delta Five, Johnny Kidd and The Pirates et The Flower Pot Men.

## Biographie
Nicholas John Simper naît à la maison de maternité Frogmore House, Norwood Green, Southall, Middlesex. Avant de co-fonder Deep Purple en 1968, Simper a joué pour plusieurs groupes, dont The Renegades (1960-61), The Delta Five"(1961-63), Some Other Guys (1963-64), Buddy Britten & The Regents  rebaptisé Simon Raven Cult (1964-1966) puis finalement Johnny Kidd & the Pirates. Malheureusement, quelques mois après avoir rejoint les Pirates, Simper et Kidd sont impliqués dans un accident de voiture qui coûte la vie à Kidd et laisse Simper blessé à un bras. 
Après avoir récupéré, Simper reforme brièvement The Pirates en tant que groupe hommage à Kidd (1966-67) avant de rejoindre The Garden, le groupe de soutien pour The Flower Pot Men (1967-68), où il joue aux côtés de Jon Lord. C'est ce dernier qui suggère initialement que Simper soit invité à rejoindre Deep Purple lors de la formation du groupe. Simper joue aussi brièvement avec Lord Sutch.
Simper tient la basse sur les trois premiers albums de Deep Purple de 1968 à 1969. Il est renvoyé du groupe vers le milieu de 1969, avec le chanteur original Rod Evans. Lorsque le chanteur Ian Gillan du groupe Episode Six a été approché par les membres de Purple en vue d'un remplaçant de Rod Evans, son camarade Roger Glover joue de la basse à certaines répétitions et enregistre le single Hallelujah pour Deep Purple sans que Simper le sache. Le batteur de Deep Purple, Ian Paice, propose rapidement que le groupe engage Glover avec Gillan. Le guitariste Ritchie Blackmore déclare également dans des interviews que le jeu de basse de Simper était trop dépassé et qu'il était plus adapté au rock'n'roll à l'ancienne qu'à la direction du hard rock dans laquelle il voulait emmener le groupe.
Après son départ, Nick Simper travaille brièvement avec Marsha Hunt avant de former son propre groupe Warhorse, avec le chanteur Ashley Holt, le guitariste Ged Peck, le claviériste Rick Wakeman et le batteur Mac Poole. Toutefois au bout de six mois, Rick le quitte pour se joindre au groupe The Strawbs et est remplacé par Frank Wilson. Warhorse enregistre deux albums pour Vertigo, et est géré par Ron Hire, actionnaire de HEC Enterprises, les investisseurs initiaux de Deep Purple. Pendant ce temps, Simper joue également sur un album live de Lord Sutch, avec Ritchie Blackmore, Keith Moon et plusieurs autres sommités.
Pour Warhorse, comme pour beaucoup de groupes, la percée importante d'une grosse vente d'un de leurs albums n'a pas lieu. Warner Bros. se montre très intéressé par le fait que son représentant principal A & R (Dave Dee) fait tout pour signer le groupe. Aux frais de Warner Bros., ils entrent alors en studio et enregistrent deux morceaux, mais en définitive, forcés de choisir entre Warhorse et The Heavy Metal Kids, ce sont finalement ces derniers qui l'emportent, provoquant la séparation de Warhorse.
En 1974, des finances paralysantes marquent la fin du groupe. Le dernier concert de Warhorse fin 1974 a lieu au Polhill College de Bedford. Malheureusement, leur Midas P.A de 2000 watts tombe en panne et malgré les meilleurs efforts de leur roadie et les gestionnaires, il ne peut pas être réparé pour fonctionner correctement. Ils tentent de jouer une chanson de B.B. King (Three O'clock in the Morning) pour voir s'ils pouvaient reprendre leur prestation, mais dans l'impossibilité, ils présentent leurs excuses au public et quittent la scène.
Simper et le guitariste Pete Parks passent les trois années suivantes à écrire, enregistrer et à former un nouveau groupe, appelé Nick Simper's Dynamite (1975) qui sort un single désormais très rare.
Le 9 octobre 1976, Simper participe au Johnny Kidd 10th Anniversary Memorial Show au Edwardian Club de l'hôtel Loughborough à Brixton.
Sans soutien financier, en collaboration avec Parks, Simper réussit à faire décoller son groupe Nick Simper's Fandango (1977-1983) et à sortir deux albums. À peu près à la même époque, Frankie Reid forme le groupe Flying Fox (1977-84) avec Carlo Little, Nick Simper et Pete Parks pour jouer du rock 'n' roll quand ils sont libérés des engagements de leurs autres groupes.
Après le départ de Little, le groupe se rebaptisé The Good Old Boys (1985). Au milieu des années 1990, le batteur Mick Underwood invite Simper à faire partie du groupe Quatermass réactivé, qui avait sorti un album sur Harvest en 1970 avec, à l'époque, le claviériste J. Peter Robinson, le bassiste-chanteur John Gustafson et Mick Underwood à la batterie. Cette fois, sous le nom de Quatermass II (1994-97), ils enregistrent un album, Long Road en 1997 avec Peter Taylor au chant, Bernie Tormé et Gary Davis à la guitare, Bart Foley à la guitare rythmique et au chant, Nick à la basse, Don Airey aux claviers et Mick Underwood à la batterie.
En 2007, Simper rejoint également l'équipe d'Adelle & Co avec Parks, Adelle Kirk, Jim Byers et Richard Hudson, qui avait auparavant joué de la batterie et le sitar avec The Strawbs et formé le duo Hudson/Ford avec le bassiste John Ford.
Depuis le lancement de son propre site Web dans les années 2000, Simper a repris contact avec un public plus large. La renaissance de son travail conduit à une réunion unique de Warhorse en 2003 (et aussi en 2005). Lors d'un concert en Autriche en 2007, Simper interpréte la chanson de Deep Purple Emmaretta avec le groupe de soutien Nasty Habits.
Le 6 septembre 2008, The Good Old Boys interviennent à la dernière minute pour soutenir le groupe d'hommage de Deep Purple 24 Carat Purple au Mick Jagger Center de Dartford. Simper joue Hush en tant qu'invité avec ce groupe, en utilisant la basse de Pete Hartley.
En mars 2009, Simper joue de nouveau avec Nasty Habits en Autriche. Le groupe interprète une setlist composée de chansons des trois premiers albums studio de Deep Purple. Plus tard cette année-là, Nick Simper & Nasty Habits donne un autre concert à Plock, en Pologne.
En 2010, Simper et Nasty Habits donnent plusieurs concerts présentant The Deep Purple Mark One Songbook en Autriche, en Suisse, en Hongrie et en Pologne et un album est en préparation. Le spectacle de Budapest a été enregistré pour une future sortie.
En 2016, Deep Purple est intronisé au Rock and Roll Hall of Fame, mais Simper est exclu de la cérémonie. La décision du Hall est incompréhensible, puisque tous les autres membres des sept premières années du groupe (1968 à 1974) sont intronisés, dont  le chanteur original Rod Evans qui a joué dans Purple à la même époque que Simper. En outre, Evans a été poursuivi par la direction de Deep Purple pour avoir joué sous le nom du groupe sans autorisation en 1980. À son crédit, Simper avait été approché par la même société de promotion qui avait embauché Evans, mais avait refusé de participer. Il déclare à ce sujet : « Oui, c'est un peu étrange que je ne sois que l'un des marqueurs I, II et III, mais je ne vais pas en perdre le sommeil. J'ai besoin de recevoir ce prix pour savoir ce que nous avons fait dans Deep Purple et je suis sûr que ce n'était pas une décision du groupe ».

## Discographie

### Buddy Britten & the Regents

#### Singles
- 1965 : She’s About A Mover/Since You’ve Gone : UK 1965 Piccadilly 7N 35241
- 1965 : Right Now/Jailer Bring Me Water : UK 1965 Piccadilly 7N 35257

#### Album Compilation
- 2013 : Long Gone Baby - Complete Singles 1962-1967

### Simon Raven Cult
- 1966 : I Wonder If She Remembers Me/Sea Of Love : UK 1966 Piccadilly 7N 35301

### Johnny Kidd & The Pirates

#### Single
- 1966 : Send For That Girl/The Fool : UK Nov 1966 HMV POP 1559

#### Compilations
- 1970 : The Johnny Kid Memorial Album
- 1978 : The Best of Johnny Kid & The Pirates - [LP] : UK Apr 1978 EMI NUTM 12
- 1983 : Rarities - [LP] : US 1983 See For Miles Records CM120
- 1990 : Classic And Rare

### The Flower Pot Men

#### Single
- 1967 : Let's Go to San Francisco Part One/Let's Go to San Francisco Part Two , avec Jon Lord à l'orgue

### Deep Purple

#### Singles
- 1968 : Kentucky Woman / Wring That Neck
- 1968 : River Deep - Mountain High / Listen, Learn, Read On
- 1968 : Hush ! / One More Rainy Day
- 1968 : Kentucky Woman / We Can Work It Out

#### Albums studio
- 1968 : Shades Of Deep Purple - Réédité en 2000
- 1968 : The Book Of Taliesyn - Idem
- 1969 : Deep Purple - Idem

#### Albums en concert
- 2002 : Inglewood – Live in California - Réédité en 2009
- 2011 : BBC Sessions 1968–1970 - Live pour la BBC

#### Compilation
- 2004 : The Early Years

### Warhorse

#### Single
- 1970 : St. Louis / No Chance

#### Albums Studio
- 1970 : Warhorse
- 1972 : Red Sea

#### Compilations
- 1986 : Best Of Warhorse
- 1991 : Outbreak Of Hostilities
- 1997 : The Warhorse Story – Vols I & II - Compilation
- 2018 : Doll House - Démos + 3 pièces live et 1 Live Inédite

### Nick Simper's Dynamite

#### Single
- 1975 : St. Louis / Soul Rider

### Nick Simpers Fandango
- 1979 : Slipstreaming
- 1980 : Future Times
- 1994 : Slipstreaming / Future Times - Double Album + pièces bonus

### Flying Fox
- 1982 : Flying Fox - édité en cassette

### Rosco Gordon
- 1982 : Rosco Rocks Again

### Quatermass II
- 1997 : Long Road

### Wee Willie Harris & the Alabama Slammers
- 2000 : Rag Moppin

### The Good Old Boys
- 2005 : Live At the Horns (CD+DVD) - Distribution non officielle
- 2007 : We Can't Do This When We're Dead – Rock n' Roll!!! (DVD) - Distribution non officielle
- 2009 : Live At the Deep Purple Convention

### Nasty Habits
- 2009 : The Austrian Tapes – Live At the Orpheum Graz (DVD)
- 2009 : The Austrian Tapes – Live At the Reigen (DVD)
- 2010 : Dolina Charlotty – See You in August (DVD)
- 2010 : The Deep Purple MKI Songbook (CD)
- 2012 : Live at Szene, Vienna (CD+DVD)
- 2012 : De La Frog Conspiracy (CD) Album studio

### Autres participations
- 1968 : Boz Burrell : I Shall Be Released - Avec Ritchie Blackmore, Jon Lord et Ian Paice. Single
- 1972 : Lord Sutch & Heavy Friends - Hands of Jack the Ripper - [LP] : UK 1972 Atlantic - Avec Ritchie Blackmore.
- 2010 : Blaggards & Cowboys - Skulduggery (CD)